# Polyacanthus
Polyacanthus är ett släkte av kräftdjur. Polyacanthus ingår i familjen Armadillidae.
Kladogram enligt Catalogue of Life:
| Polyacanthus | \| \| Polyacanthus aculeatus \| \| \| \| \| \| Polyacanthus transvaalensis \| \| \| \| |
|              | \| \| Polyacanthus aculeatus \| \| \| \| \| \| Polyacanthus transvaalensis \| \| \| \| |
|              | Polyacanthus aculeatus                                                                 |
|              |                                                                                        |
|              | Polyacanthus transvaalensis                                                            |
|              |                                                                                        |